# David Popper
David Popper (1843-1913) là nhà soạn nhạc, nghệ sĩ cello người Séc.

## Cuộc đời và sự nghiệp
David Popper là học trò của Julius Goltermann tại Nhạc viện Praha. Năm 1863, Popper bắt đầu hoạt động biểu diễn, nhanh chóng nổi tiếng là một nghệ sĩ cello xuất sắc nhất thời đại. Năm 1867, ông xuất hiện lần đầu ở Viên và trở thành nghệ sĩ cello chính tại Vienna State Opera. Từ 1868-1870 ông cũng là một thành viên của Hellmesberger Quartet. Năm 1872, ông kết hôn với nghệ sĩ dương cầm Sophie Menter.
Năm 1873, Popper từ chức của ông tại Hofoper để tiếp tục tour du lịch với vợ của mình trên một quy mô lớn hơn, đem lại cho các buổi hòa nhạc trên khắp châu Âu. Cũng trong năm này Liszt đề xuất một vị trí giảng dạy tại học viện của ông cho Popper. Từ năm 1896, ông trở thành giáo sư Viện Hàn lâm âm nhạc Budapest. Popper đã qua đời ở Baden.

## Các sáng tác
David Popper đã sáng tác:
- bốn bản concerto cho cello và dàn nhạc giao hưởng
- Tổ khúc Trong rừng cho cello và dàn nhạc giao hưởng
- Bản Requiem cho 3 cây đàn cello (1891)
- Các tiểu phẩm cho cello và piano, tiêu biểu là:

- 3 tổ khúc Spinnlied (Spinning Song), Elfentanz (Dance of the Elves) và Ungarische Rhapsodie (Hungarian Rhapsody)
- Rhapsody Hungary

- Các bản romance

Ngoài ra, ông còn viết giáo trình cấp cao cho cello.